# Ле-Катле (кантон)
Ле-Катле (фр. Le Catelet) — упраздненный кантон во Франции, регион Пикардия. Департамент кантона — Эна. Входил в состав округа Сен-Кантен. Население кантона на 2011 год составляло 8 563 человека.
Код INSEE кантона — 0206. Всего в кантон Ле-Катле входило 18 коммун, из них главной коммуной являлась Ле-Катле.

## Коммуны кантона
В состав кантона входили коммуны (население по данным Национального института статистики за 2011 г.):
- Аржикур — население 565 чел.
- Белликур — население 635 чел.
- Белланглиз — население 385 чел.
- Бони — население 140 чел.
- Боревуар — население 1 498 чел.
- Вандюиль — население 532 чел.
- Вильре — население 314 чел.
- Гуи — население 585 чел.
- Жонкур — население 321 чел.
- Лампир — население 110 чел.
- Ле-Катле — население 195 чел.
- Левержи — население 581 чел.
- Леокур — население 921 чел.
- Маньи-ла-Фос — население 127 чел.
- Норуа — население 703 чел.
- Обаншёль-о-Буа — население 304 чел.
- Секеар — население 226 чел.
- Эстре — население 421 чел.

## Экономика
Структура занятости населения:
- сельское хозяйство — 15,3 %
- промышленность — 20,1 %
- строительство — 8,4 %
- торговля, транспорт и сфера услуг — 26,2 %
- государственные и муниципальные службы — 30,18 %

## Политика
На президентских выборах 2012 г. жители кантона отдали в 1-м туре 31,4 % голосов Марин Ле Пен против 24,3 % у Николя Саркози и 21,4 % у Франсуа Олланда, во 2-м туре в кантоне победил Саркози, получивший 50,7 % (2007 г. 1 тур: Саркози — 33,1 %, Жан-Мари Ле Пен — 22,0 %; 2 тур: Саркози — 55,6 %). На выборах в Национальное собрание в 2012 г. по 2-му избирательному округу департамента Эна они поддержали кандидата партии Союз за народное движение, действующего депутата и мэра Сен-Кантена Ксавье Бертрана, получившего 36,8 % голосов в 1-м туре и 51,3 % голосов — во 2-м туре.
|  | Кандидат         | Партия                  | % голосов |
|  | ---------------- | ----------------------- | --------- |
|  | Раймон Фроман    | Коммунистическая партия | 50,49     |
|  | Марсель Леклер   | Прочие правые           | 39,22     |
|  | Жан-Жак Луизетти | Национальный фронт      | 10,29     |